# Исаково (деревня, Москва)
Исаково — деревня в Троицком административном округе Москвы  (до 1 июля 2012 года в составе Подольского района Московской области). Входит в состав поселения Михайлово-Ярцевское.

## Население
Согласно Всероссийской переписи, в 2002 году в деревне проживал 31 человек (16 мужчин и 15 женщин). По данным на 2005 год в деревне проживало 24 человека.

## Расположение
Деревня Исаково расположена примерно в 23 км к западу от центра города Подольска. Граничит с селом Михайловское и посёлком Шишкин Лес. Рядом с деревней проходит Московское малое кольцо.

## Территориииулицы(поКЛАДР РФ)
Территории, перечисленные ниже, на самом деле географически не находятся внутри самой деревни, а разбросаны вокруг неё, на площади в несколько квадратных километров, в границах поселения Михайлово-Ярцевского. Тем не менее, по КЛАДР все они классифицируются, как улицы деревни Исаково, а в названии содержат слово Территория. Так как эти территории возникали и благоустраивались под началом инициативных групп (правлений СНТ, правлений ДСК и т.п.), то исторически сложилось, что в границах каждой из этих территорий обычно присутствует Территориальное общественное самоуправление:
- СНТ Металлург-1 Территория
- ДСПК Шишкино Территория
- Исаково-1 Улица
- Исаково-2 Улица
- Исаково-3 Улица
- Кедровая Улица